# Fritz André
Fritz André   (Haití, 18 de setembre de 1946) fou un futbolista haitià de la dècada de 1970.
Fou 1 cop internacional amb la selecció d'Haití amb la qual participà en la Copa del Món de futbol de 1974.
Pel que fa a clubs, destacà a Violette A.C..